# Wytgaard
Wytgaard, in het Nederlands ook Wijtgaard is een dorp in de gemeente Leeuwarden, in de Nederlandse provincie Friesland. Wytgaard ligt ten zuiden van de stad Leeuwarden, tussen Weidum en Wirdum en tussen de Zwette en A32. Door het dorp loopt de Wijtgaardstervaart.
In 2023 telde het dorp 590 inwoners. In het dorpsgebied van Wytgaard liggen de buurtschappen Baardburen en Noordend. Ten westen liggen de streken Weiwiske en De Lape. Hier liggen de boerderijen Grutte en Lytse Weiwiske, en Lape en Lytse Lape.

## Geschiedenis
In de 17e eeuw ontstond een nederzetting in een rooms-katholieke enclave ten westen van het protestantse dorp Wirdum. Het gebied werd in 1485 vermeld als Wytghardera ny land, wat mogelijk verwijst naar een klooster De witte gaarde. 
Voor de gemeentelijke herindelingen in 1944 lag Wytgaard in de gemeente Leeuwarderadeel. In 1957 werd het dorp zelfstandig.

### Bevolkingsontwikkeling
- 2023: 590
- 2021: 575
- 2019: 575
- 2018: 565
- 2005: 626
- 2003: 594
- 2000: 545
- 1999: 533

### Naam
De plaats werd onder andere vermeld als Wijtgaerdt in 1511, als Uuytgaerd in 1543, als Wytgaard in 1718 en daarna lange tijd als Wijtgaard. Halverwege de twintigste eeuw werd de naam weer als Wytgaard geschreven. Beide spellingen hebben enige tijd naast elkaar bestaan, en tegenwoordig komt de schrijfwijze Wijtgaard nog steeds voor op topografische kaarten van het kadaster. De Friestalige naam voor het dorp was sinds het dorp zelfstandig werd Wytgaerd en werd pas met het wijzigen van de Friese spelling in 1982 gelijk aan Nederlandse spelling Wytgaard.
De naar het dorp vernoemde vaart heette tot 2006 officieel Wijtgaardstervaart, waarna de Friestalige naam Wytgaardster Feart de officiële naam is geworden. 

## Wapen van Wytgaard
"In goud een versmalde golvende paal van azuur, rechts vergezeld van een adelaarskop en een kam, links van drie schuinlinks geplaatste spijkers met de punt naar beneden gericht, alles van sabel."
Het wapen is opgebouwd uit een voorstelling van een riviertje, Wytgaard had vroeger een haventje aan de Middelzee. De adelaarskop komt uit de familiewapens van Feytsma, Jeltinga en Sytzama, die in het dorp belangrijk waren. De kam komt uit de wapens van de geslachten Cammingha en Camstra, die eveneens states in het dorp bewoonden. De spijkers zijn ontleend aan het kruis van Christus, aangezien in het dorp een documentatiecentrum voor katholiek Friesland was gevestigd.

## Onderwijs
In Wytgaard staat een basisschool, de Teake Jan Roordaschool. Deze zit sinds 2015 samen met kinderopvangcentrum in het Kindcentrum Wytgaard.

## Sport en cultuur
De kaatsvereniging Mei elkoar Nij Libben is in 1923 opgericht. De voetbalvereniging WWS bedient sinds 1965 de dorpen Wytgard, Wirdum en Swichum. In 1987 werd in Wytgaard een eigen voetbalvereniging opgericht, Oant No Ta. Verder is er sinds 1971 een Volleybal- en trimvereniging. De toneelvereniging Lyts Mar Krigel werd opgericht in 1919. Daarnaast zijn er een aantal koren, zoals een shantykoor en pop en musicalkoor.

## Bekende (ex-)inwoners
Schaatser Rein Jonker kwam uit Wytgaard en de kunstschilder Jaring Walta had een tijdje een bedrijf in Wytgaard.

### Geboren in Wytgaard
- Bauke Roolvink (1912-1979), politicus en minister
- Meinte Walta (1920-2002), kunstschilder, graficus en beeldhouwer
- Jaring Walta (1941-2020), violist

### Overleden in Wytgaard
- Onno Meijer (1960-2008), acteur en kunstschaatser